# Feflugsnappare
Feflugsnappare (Stenostiridae) är en nyskapad familj av ordningen tättingar. Den omfattar nio arter i fem släkten med utbredning dels i Afrika söder om Sahara, dels i Sydasien och Sydostasien:
- Släktet Chelidorhynx
  - Gulbukig feflugsnappare (C. hypoxanthus)
- Släktet Stenostira
  - Grå feflugsnappare (S. scita)
- Släktet Culicicapa
  - Gråhuvad feflugsnappare (C. ceylonensis)
  - Gul feflugsnappare (C. helianthea)
- Släktet elminior (Elminia)
  - Blå elminia (E. longicauda)
  - Blåvit elminia (E. albicauda)
  - Mörk elminia (E. nigromitrata)
  - Vitbukig elminia (E. albiventris)
  - Bergelminia (E. albonotata)

Arterna har alla tidigare haft hemvist i helt andra vitt skilda familjer: Elminia i monarker, Stenostira i Sylviidae, Culicicapa i Muscicapidae och Chelidorhynx bland solfjäderstjärtarna i släktet Rhipidura. Familjen är troligen avlägset släkt med mesar och pungmesar.